# Cumberland (Contea di Adams, Pennsylvania)
Cumberland  è una township degli Stati Uniti d'America, nella Contea di Adams, Pennsylvania. Secondo il censimento del 2000 la popolazione è di 5.718 abitanti.

## Società

### Evoluzione demografica
La composizione etnica vede una prevalenza della razza bianca (97,92%), seguita da quella afroamericana (0,53%).
| township di Cumberland Popolazione |       |
| 2000                               | 5.718 |
| Stima al 01-07-07                  | 6.271 |